# Agogna
Agogna je řeka v italských krajích Piemont a Lombardie, která je levostranným přítokem Pádu. Je dlouhá 140 km a její povodí zaujímá plochu 995 km². Tok řeky překonává převýšení 930 m, průměrný průtok dosahuje 9,7 m³/s v Novaře a 21,9 m³/s v ústí.
Agogna pramení na jižním svahu hory Mottarone ve Walliských Alpách. Protéká městy Bolzano Novarese, Borgomanero, Novara, Castello d'Agogna a Lomello. Na území obce Mezzana Bigli se řeka vlévá do Pádu. Významnými přítoky jsou Ondella, Roggia Biraga a Erbognone.
K místní fauně náleží nutrie říční, volavka popelavá, slípka zelenonohá, bukáček malý, kapr obecný, parma slovinská a jelec tyrhénský. Rameno Agogna Morta nedaleko Borgolavezzara je chráněným územím s výskytem kriticky ohroženého střevlíka mřížkovaného. Podél dolního toku řeky se nacházejí rýžová pole.
V Italském království byl podle řeky pojmenován departement s hlavním městem Novarou.